# نيفيل لونغبوتوم
نيفيل لونغبوتوم  (بالإنجليزية:Neville Longbottom) شخصية خيالية من سلسلة روايات هاري بوتر للمؤلفة البريطانية ج. ك. رولينج   ولد في 30 يوليو 1980 وهو من منزل جريفندور في مدرسة هوجوورتس للسحر و الشعوذة وهو أحد أصدقاء هاري بوتر المقربين، وكان من المحتمل أن يكون هو المخلص والقاضي على اللورد فولدمورت حيث أنه ولد بنفس الشهر واليوم والسنة التي ولد فيها هاري بوتر

## معاني الاسم
- اسم الولادة: نيفيل لونجبوتوم.
- معنى الاسم الأول: نيفيل= بلدة جديدة، أرض، أو أرض زراعية؛ جمعيات نيردي أيضاً
- معنى الاسم الأخير: لونجبوتوم = اسم هزلي، لكن يمكن أن يدل على شخص ما مع «بوتوم»، كلمة قديمة تعني بقاء القوة. في (أسطورة تولكين)، «ورقة لونغبوتوم» نوع من التبغ الرفيع

## معلومات إضافية
عُذب والديه حتى الجنون من قِبل بيلاتركس ليسترانج وبارتي كروتش الأبن وأكلى موت آخرين عندما كانوا يحاولون اكتشاف مكان فولدمورت (قدح النار30)؛ حسب تصريح سيريوس بلاك فعائلتهم مشهورة جداً (جماعه العنقاء:30).

## العائلة
- الأسلاف: ذوي دم نقي
- الأم: أليس لونجبوتوم، مطاردة سحرة أشرار سابقاً، الآن في مستشفى سانت مونجو للأمراض والإصابات السحرية.
- الأب: فرانك لونجبوتوم، مطارد سحرة أشرار سابقاً، الآن في مستشفى سانت مونجو للأمراض والإصابات السحرية.
- الأجداد: اوجستا لونجبوتوم (لكن نيفيل يدعوا جدته «جران»). جده ميّت. وقد رآه نيفيل وهو يموت ولكننا لا نعرف شيئاً عن هذا الحادث (جماعة العنقاء21).
- العمات، الأعمام: الخال الأكبر ألجي والعمة الكبرى إيند.
- أبناء العم: غير معروف.
- الأشقاء: لايوجد.
- الطفولة: تمت العناية به من قِبل جدته بعد أن فقد والديه عقليهما (جماعة العنقاء23).

موقع بيت الطفولة: غير معروف

## حيوانه الأليف
ضفدع ويسمى بتريفور، في الكتاب الأول استمر تريفور بالهروب، أول مرة كانت على القطار «ووجده هاجريد بعد ركوبهم الزوارق إلى هوجورتس» (حجر الفيلسوف6)، وثانية في نهاية الكتاب عندما قفز من لعنة التجميد هرمايوني واختفى لمدة أيام، حتى أوشك نيفيل على السفر وجده عند زاوية المراحيض (حجر الفيلسوف17). لم تُذكر إضافات عن هروب آخر لتريفور 2-6، تريفور كان هدية من خال الأب نيفيل لحظة اكتشافه أول دلائل الموهبة السحرية لدى نيفيل (حجر الفيلسوف7).

## شكله
- لون العين: اسود.
- لون الشعر: اسود
- من الكتب: ولد دائري الوجه (حجر الفيلسوف7).

## من أقواله
- «أعتقد أن نيفيل يزور والديه مع جدته، أثناء العطل، ولكنهم لا يعرفونه...»

-- ألباس دمبلدور
- «أنا أساوي اثنا عشر منك يا مالفوي!»—نيفيل لونغبوتوم
- «لقد فعلها وحده!» صاح بصوت أعلى منهم—نيفيل لونغبوتوم

## المستقبل
معلم مادة الأعشاب السحرية بمدرسة هوغوورتس وزوج هانا أبوت